# Ematurga kindervateri
Ematurga kindervateri är en fjärilsart som beskrevs av Karl Schawerda 1929. Ematurga kindervateri ingår i släktet Ematurga och familjen mätare. Inga underarter finns listade i Catalogue of Life.